# 117e bataillon de tirailleurs sénégalais
Le 117e Bataillon de Tirailleurs Sénégalais (ou 117e BTS) est un bataillon français des troupes coloniales.

## Création et différentes dénominations
- 07/11/1918: Formation du 117e Bataillon de Tirailleurs Sénégalais à Sousse
- 01/04/1919: Dissolution, le 117e BTS devient le 3e bataillon du 14e Régiment de Tirailleurs Sénégalais

### Sources et bibliographie
Mémoire des Hommes